# Pîrjota
Pîrjota è un comune della Moldavia situato nel distretto di Rîșcani di 1.727 abitanti al censimento del 2004